# 579 Sidonia
579 Sidonia
579 Sidonia là một tiểu hành tinh ở vành đai chính, thuộc nhóm tiểu hành tinh Eos. Nó được August Kopff phát hiện ngày 3.11.1905 ở Heidelberg và được đặt theo tên Sidonia, nhân vật trong vở opera "Armide" của Christoph Willibald Gluck (gợi ý từ hai chữ SD trong tên tạm của nó)